# Zakit, Bilohirea
Zakit (în ucraineană Закіт) este un sat în așezarea urbană Bilohirea din regiunea Hmelnîțkîi, Ucraina.

## Demografie
Componența lingvistică a localității Zakit
     Ucraineană (100%)
Conform recensământului din 2001, toată populația localității Zakit era vorbitoare de ucraineană (100%).